# “This Is Our Punk-Rock,” Thee Rusted Satellites Gather + Sing,
"This Is Our Punk-Rock," Thee Rusted Satellites Gather + Sing, ist der Titel eines Albums der kanadischen Post-Rock-Band The Silver Mt. Zion Memorial Orchestra & Tra-La-La Band with Choir. Es wurde am 25. September 2003 in Europa und eine Woche später weltweit von Constellation Records veröffentlicht.

## Übersicht
Für dieses Album wurde ein Amateurchor, bestehend aus ein paar Dutzend Freunden und Kollegen, zusammengestellt. Die Linernotes des Albums beinhalten eine Seite der Partitur aus dem ersten Lied des Albums (der "Fasola"-Teil).
Dieses Album wurde als Requiem für offene und leerstehende Orte in Montreal, der Heimatstadt von Silver Mt. Zion, produziert. Allerdings bezieht sich das Requiem nicht nur auf Montreal, sondern auf ähnliche Verluste und ähnlichen Zerfall auf der ganzen Welt, sei es wegen Gentrifizierung, urbaner Stadtpolitik, sozialem Wandel oder militärischen Aktionen.

## Kritiken
James Mason schrieb auf allmusic.com: "Der erste Song Sow Some Lonesome Corner So Many Flowers Bloom manövriert die Gruppe raus aus dem Schatten von Godspeed You! Black Emperor [der Mutterband] und gibt ihr ein eigenes Gesicht. [...] This Is Our Punk-Rock ist das befriedigendste und lohnendste Album, welches A Silver Mt. Zion bisher abgeliefert haben." Dennoch gab er der Platte nur 3,5 von 5 Punkten.
Amanda Petrusich auf Pitchfork Media lobte zwar den orchestralen Sound und den politischen Hintergrund der Platte, kritisierte allerdings den irritierenden Umfang (pretentiousness) der Band. Sie vergab 7,4 von 10 Punkten an die Platte.

## Titelliste
1. "Sow Some Lonesome Corner So Many Flowers Bloom" – 16:27
2. "Babylon Was Built on Fire/Starsnostars." – 14:44
3. "American Motor over Smoldered Field..." – 12:05
4. "Goodbye Desolate Railyard." – 14:25

Alle Lieder von A Silver Mt. Zion.

## Gastmusiker
- Howard Bilerman – Schlagzeug (auf "Sow Some Lonesome Corner so Many Flowers Bloom")
- Aidan Girt – Schlagzeug (auf "American Motor over Smoldered Field")
- Thee Rusted Satellite Choir – Gesang (auf "Sow Some Lonesome Corner so Many Flowers Bloom" und "Goodbye Desolate Railyard")

Produktion:
- Howard Bilerman – Produktion.
- Howard Bilerman und die Band – Mixing.
- Harris Newman – Mastering.